# Canton de Château-Gontier-Est
Le canton de Château-Gontier-Est est une ancienne division administrative française située dans le département de la Mayenne et la région Pays de la Loire.

## Géographie
Le canton est situé dans le sud-Mayenne.

## Histoire
Le territoire cantonal faisait partie de la sénéchaussée angevine de Château-Gontier dépendante de la sénéchaussée principale d'Angers depuis le Moyen Âge jusqu'à la Révolution française. 
En 1790, lors de la création des départements français, une partie de Haut-Anjou a formé le sud mayennais sous l'appellation de Mayenne angevine.

## Représentation
Canton créé en 1985 (décret du 24 décembre 1984, dédoublement du canton de Château-Gontier).
| Période | Période | Identité        | Étiquette         | Qualité                                                                                   |
| ------- | ------- | --------------- | ----------------- | ----------------------------------------------------------------------------------------- |
| 1985    | 2004    | Marcelle Chiron | DVD               | Maire d'Azé (1978-2001)                                                                   |
| 2004    | 2015    | Philippe Henry  | DVD puis UDI (AC) | Cadre Maire de Château-Gontier (2001-2018), président de la CC du Pays de Château-Gontier |

Le canton participe à l'élection du député de la deuxième circonscription de la Mayenne.

## Composition
Le canton de Château-Gontier-Est se composait d’une fraction de la commune de Château-Gontier et de quatre autres communes. Il comptait 10 648 habitants (population municipale) au 1er janvier 2012.
| Nom                         | Code Insee | Intercommunalité              | Population (dernière pop. légale)              |
| --------------------------- | ---------- | ----------------------------- | ---------------------------------------------- |
| Château-Gontier (chef-lieu) | 53062      | CC du Pays de Château-Gontier | Fraction : 3 948(2012) Commune : 11 533 (2021) |
| Azé                         | 53014      | CC du Pays de Château-Gontier | 3 403 (2021)                                   |
| Fromentières                | 53101      | CC du Pays de Château-Gontier | 838 (2014)                                     |
| Ménil                       | 53150      | CC du Pays de Château-Gontier | 987 (2014)                                     |
| Saint-Fort                  | 53215      | CC du Pays de Château-Gontier | 1 774 (2021)                                   |

À la suite du redécoupage des cantons pour 2015, toutes les communes à l'exception de Château-Gontier sont rattachées au canton d'Azé. Château-Gontier intègre le canton de Château-Gontier.

### Anciennes communes
Les anciennes communes suivantes étaient incluses dans le canton de Château-Gontier-Est :
- Saint-Remy, absorbée en 1809 par Château-Gontier, puis transférée à Saint-Fort en 1813.
- Saint-Germain-de-l'Hommel, absorbée en 1843 par Fromentières.

Château-Gontier avait intégré Azé et Bazouges (cette dernière commune sur le canton de Château-Gontier-Ouest entre 1985 et 2015) en 1809 (en même temps que Saint-Remy), mais les deux communes avait été recrées dans la décennie suivante, Bazouges étant réintégrée à Château-Gontier en 1989.

## Démographie
| 1990  | 1999   | 2006   | 2011   | 2012   |
| ----- | ------ | ------ | ------ | ------ |
| 9 937 | 10 443 | 10 434 | 10 574 | 10 648 |